# Steenbakkerij Ampe
Steenbakkerij Ampe was een steenbakkerij gelegen te Egem.

## Geschiedenis
In de 17de eeuw was het een molensite (Lepelkotmolen) op gronden van de heerlijkheid "Ter Padderie" waarbij later enkele asten werden gebouwd.
De houten molen werd in 1837 na een storm vervangen door een stenen exemplaar door de eigenaar Joannes Mattheus. Zijn schoonzoon Henri Ampe neemt het bedrijf over en maakt er een suikerdroggerij van om er later de ook een seizoens steenbakkerij te starten met veldovens.
In 1906 wordt een stoommachine gezet die de functie van de molen en de drogerij overnam. De molen wordt in 1915 afgebroken na 3 jaar niet gewerkt te hebben.
In 1898 werd door Henri Ampe-Mattheus met een steenbakkerij in de Brugsesteenweg gestart. Op het einde van de Tweede Wereldoorlog werd de steenbakkerij een feitelijke vereniging met aan het hoofd de boers Arsène en Oscar Ampe. In 1924 werd er de allereerste tunneloven van België geplaatst.
In 1961 werd de firma overgenomen door Jozef Ampe, de zoon van Oscar en in 1980 door de Henri en Patrick Ampe.
In 2006 werd steenbakkerij Ampe overgenomen door de Oostenrijkse firma Wienerberger.
In september 2023 was Wienerberger geen eigenaar meer en startte de sloop van de bestaande bebouwing en verharding op de site, waarbij de bakstenen die als opvulling dienden tussen de staalstructuur, een tweede leven kregen als grondstof voor nieuwe bakstenen. De site wordt door de West-Vlaamse Intercommunale (WVI) herontwikkeld tot nieuwe ruimte voor ondernemers.

## Kleiput
De grondstof van steenbakkerij Ampe, voornamelijk klei, werd ter plaatse ontgonnen. De sedimenten in de kleiput behoren geologisch gezien tot de Formatie van Tielt. Er werden fossielen gevonden uit het Eoceen (meer bepaald Ypresiaan). De vondsten waren van Europees belang op het gebied van paleontologie en stratigrafie.In 2011 stopte de ontginning in de kleiput en sindsdien werd die gebruikt als mountanbikeparcours of voor 4x4-evenementen.
In november 2021 keurde de Provincie West-Vlaanderen het Provinciaal Ruimtelijk Uitvoeringsplan (PRUP) Kleiput Egem en omgeving van 33 hectare goed, die van de omgeving een publieke groene zone maakt met plaats voor een lokaal bedrijventerrein met een waterbekken. De kleiput zelf wordt verder opgevuld en krijgt een groene bestemming.
De Raad van State oordeelde begin 2024 dat de verzoekschriften tot nietigverklaring tegen het PRUP ongegrond waren, waardoor het PRUP definitief uitvoerbaar werd.